# Osmo Sipari
Osmo Artturi Sipari (né le 14 avril 1922 à Vehkalahti – mort le 22 mai 2008 à Helsinki) est un architecte finlandais.

## Biographie
En 1951, il obtient son diplôme d'architecte de l'école supérieure technique puis il fonde son cabinet d'architecte.

## Ouvrages
- Hôtel Palace, Helsinki[2], - 1948
- Église de Salla, Salla[3], – 1950
- École primaire de Meilahti, Helsinki – 1953
- École primaire de Hyrylä[4], Tuusula – 1954
- Asunto Oy Hiihtovuoren tornitalot, Herttoniemi, Helsinki – 1957
- École primaire de Karjasilta, Oulu – 1958
- Chapelle du cimetière de Paattionlehto, Kemi – 1960
- École primaire de Metsola, Tapiola Espoo – 1960
- École de Hakala, Kotka – 1961
- École finno-russe, Helsinki – 1964
- École primaire de Chydenius, Kokkola – 1965
- École de Pieksämäki, Pieksämäki – 1968
- École primaire de Onkilahti, Vaasa
- Tours de Puijonlaakso, Kuopio – 1964
- Piscine d'Espoonlahti, Espoo – 1983[5]

## Galerie

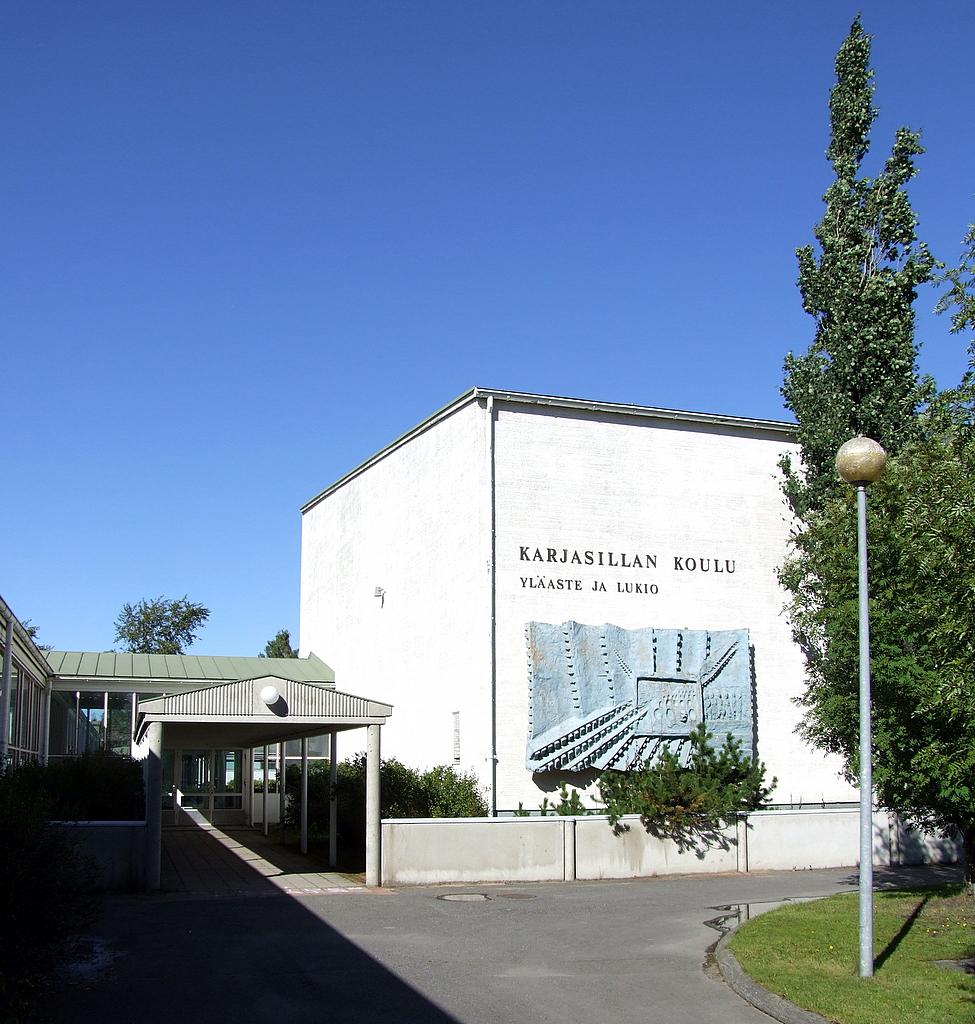
École de Karjasilta.
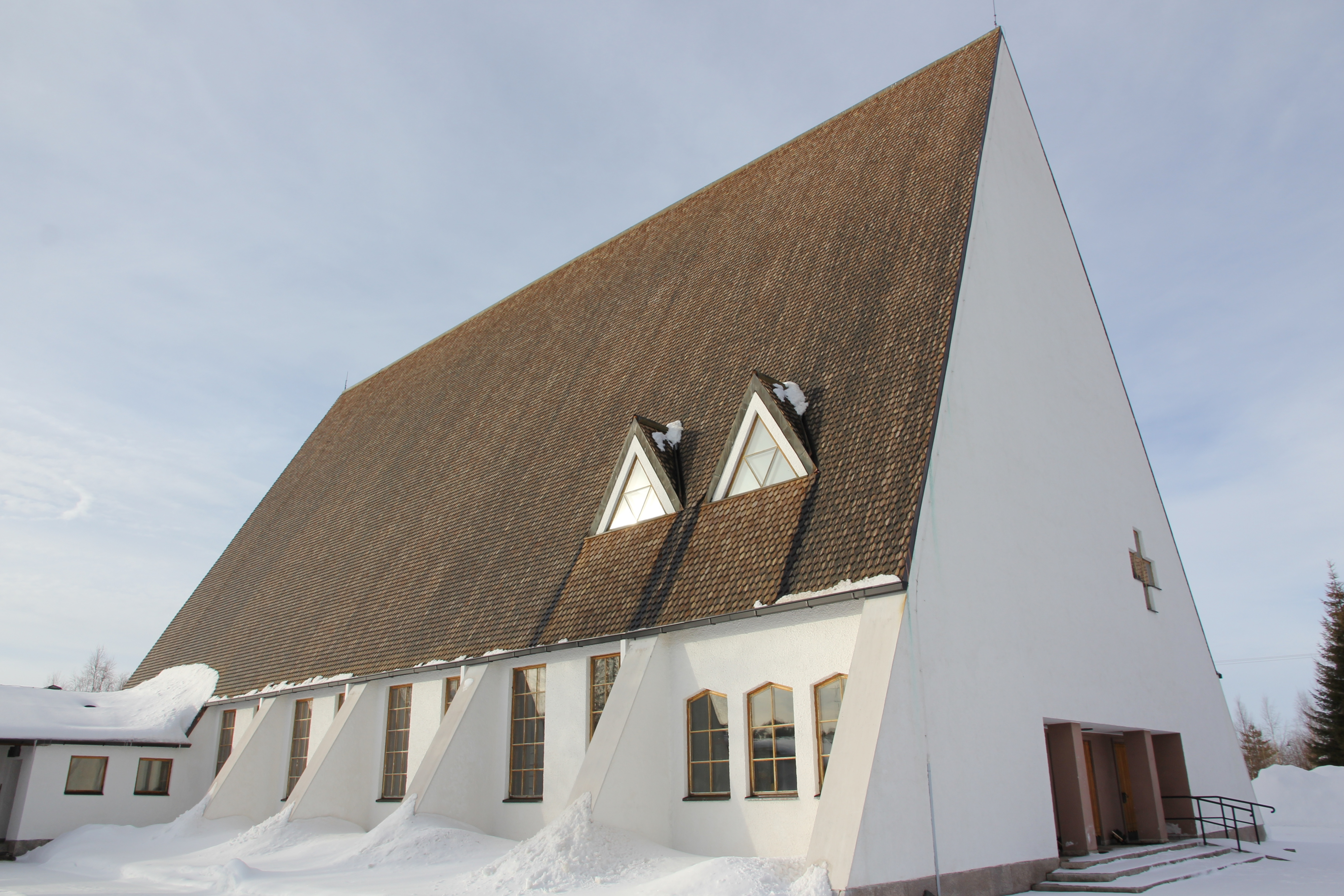
Église de Salla.
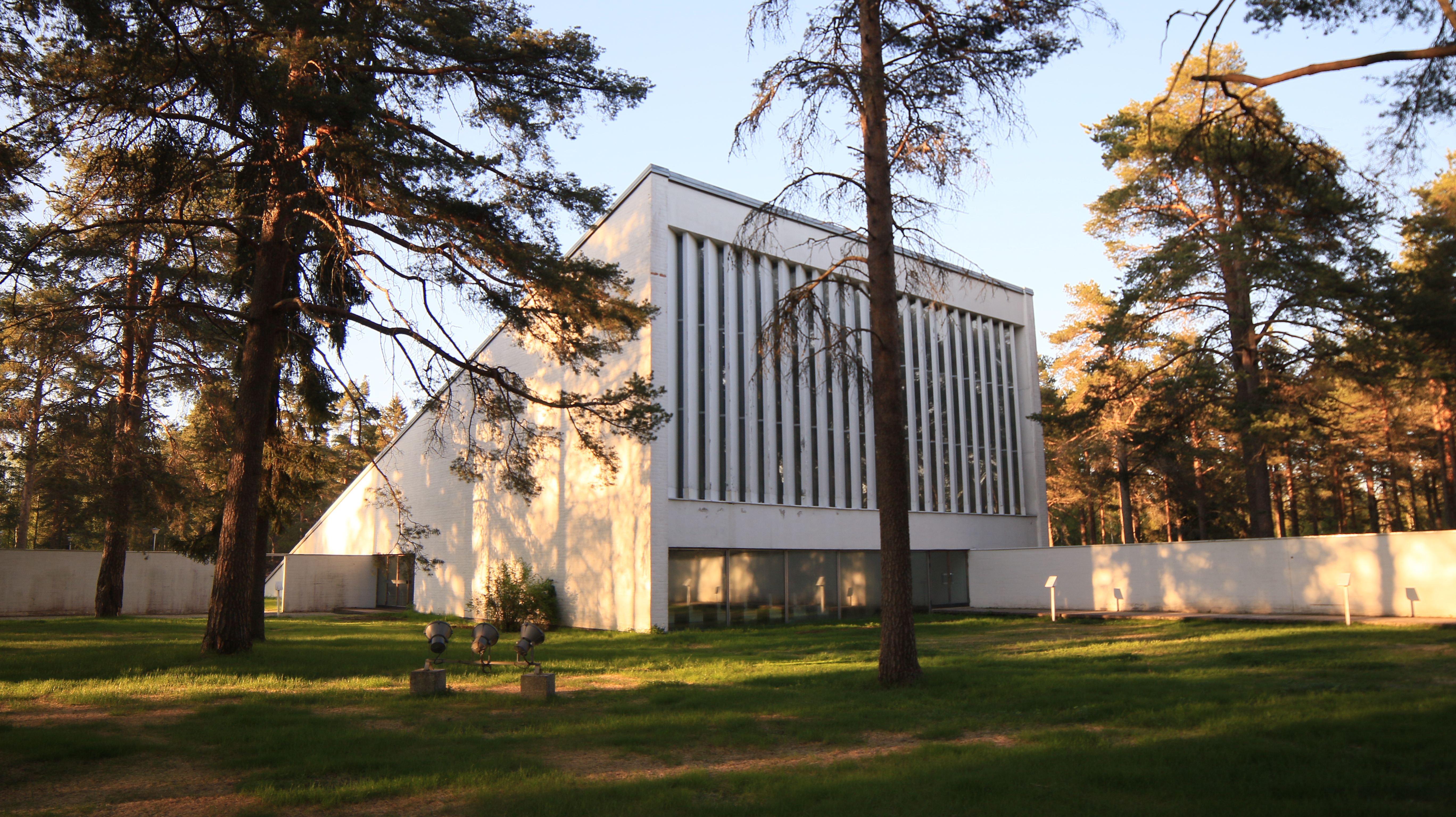
Chapelle de Paattionlehto.
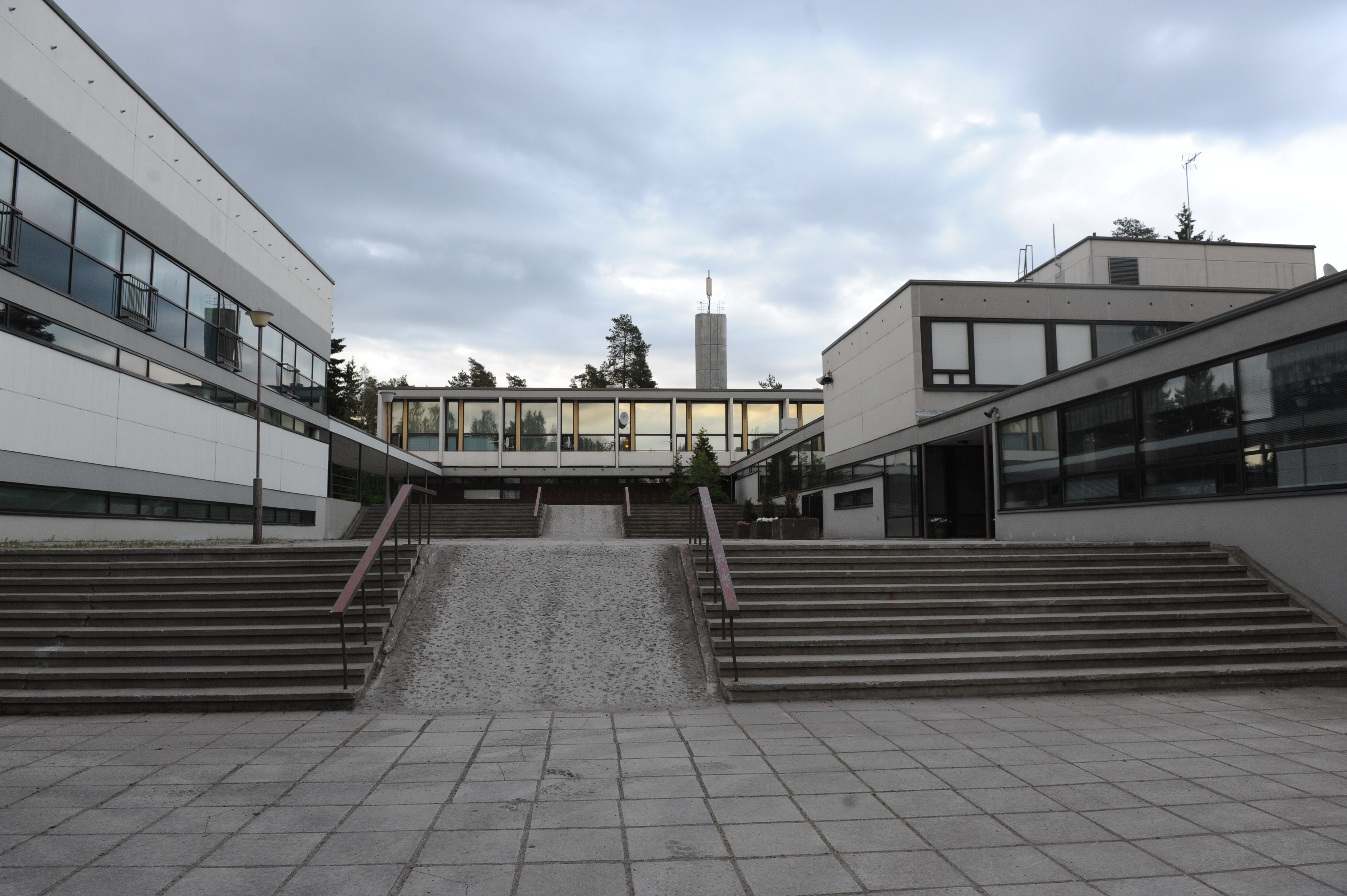
École russo-finlandaise d'Helsinki.